# Benjamin Griveaux
  Benjamin Griveaux  (francès: Benjamin-Blaise Griveaux)  (Saint-Rémy, 29 de desembre de 1977) és un polític francès de La République En Marche! (LREM) que va exercir com a portaveu del govern del 2017 al 2019 sota el primer ministre Édouard Philippe. Des del 2017 fins al 2021, també va exercir com a membre de l'Assemblea Nacional, representant la 5a circumscripció de París, que engloba els districtes 3r i 10è.
Antic membre del Partit Socialista (PS), Griveaux ha estat descrit sovint com un dels aliats polítics més propers del president Emmanuel Macron. Va ser candidat de LREM a l'alcaldia de París a les eleccions municipals del 2020 abans de retirar-se per un escàndol sexual i ser substituït per la ministra de Salut Agnès Buzyn.
És llicenciat per HEC Paris i Sciences Po.